# Garden Santa Fe
Garden Santa Fe es un centro comercial localizado en el distrito financiero de Santa Fe, ubicado en la Ciudad de México. El complejo es el primer y único centro comercial subterráneo de México y de toda América Latina; la inversión se desarrolló por un trabajo conjunto entre las empresas privadas Grupo Copri y Grupo Carso, fue terminado el año 2013 e inaugurado el 15 de mayo de 2014. Las empresas de construcción KMD Arquitectos y Arquitectoma fueron las encargadas de darle el diseño arquitectónico modernista.
Su construcción costó alrededor de 1,000 millones de pesos invertidos por el Grupo Copri, está construido sobre un terreno de 12 mil m² en pleno corazón de Santa Fe. El centro comercial se divide en dos, la superficie que cuenta con un parque, teatro y edificios de oficinas, el subterráneo, donde se ubica el centro comercial que cuenta con 90 tiendas.

## Tiendas anclas
Algunas tiendas anclas son:
- Sanborns
- RoyalBol
- Grupo Sports World SAB de CV
- Starbucks
- K1 Speed
- XD